# بازی کنسول
بازی پیشانه یا بازی کنسول (به انگلیسی: Console game)، نوعی از بازی ویدئویی است که شامل تصاویر و اغلب صداهایی است که توسط یک کنسول بازی ویدئویی تولید می‌شود و بر روی یک تلویزیون یا سیستم صوتی-تصویری مشابه نمایش داده می‌شود و می‌تواند توسط یک بازیکن کنترل شود. این کنترل معمولاً با استفاده از یک دستگاه نگهدارنده به‌نام کنترلر انجام می‌شود. کنترلر به‌طور کلی شامل چندین دکمه و کنترل‌های جهت‌دهی مانند جوی‌استیک‌های آنالوگ است که هر یک از آنها به یک هدف برای تعامل با تصاویر روی صفحه‌نمایش و کنترل آنها اختصاص داده شده‌است. نمایشگر، بلندگوها، کنسول و کنترل‌های یک کنسول می‌توانند به یک شیء کوچک به نام بازی دستی ترکیب شوند.
بازی‌های کنسول معمولاً به‌صورت لوح نوری، رام کارتریج، دانلود دیجیتال یا در مورد کنسول‌های اختصاصی، در حافظه داخلی ذخیره می‌شوند. بازار جهانی بازی‌های کنسول در سال ۲۰۱۸ به ارزش حدود ۲۶٫۸ میلیارد دلار تخمین زده شد.
تفاوت‌های میان کنسول‌ها، چالش‌ها و فرصت‌های اضافی برای توسعه‌دهندگان بازی ایجاد می‌کنند، زیرا تولیدکنندگان کنسول (مانند نینتندو، مایکروسافت، سونی، سگا و آتاری) ممکن است تشویقات اضافی، پشتیبانی و بازاریابی برای بازی‌های انحصاری کنسول فراهم کنند. برای کمک به توسعه بازی‌ها برای کنسول‌ها، تولیدکنندگان اغلب کیت‌های توسعه بازی ایجاد می‌کنند که به توسعه‌دهندگان اجازه می‌دهد تا برای کار خود از آنها استفاده کنند.